# Kohoutek — Kometenmelodie
Kohoutek — Kometenmelodie (рус. Мелодия Кометы Когоутека) — второй сингл немецкой группы Kraftwerk, вышедший в декабре 1973 года на лейбле Philips Records.

## О сингле
Песня была вдохновлена Кометой Когоутека, появившейся в небе Германии в ноябре 1973 года. В альбоме Autobahn есть 2 песни, это Kometenmelodie 1 и 2, которые были сделаны из этой песни. Стоит отметить, что Version 1 в итоге стала Kometenmelodie 2, а Version 2 — Kometenmelodie 1.
На передней обложке сингла есть фото Ральфа Хюттера и Флориана Шнайдера с альбома Ralf und Florian, сама комета и фирменный логотип группы первых лет, повторяющий обложку дебютного альбома. На задней обложке есть логотип студии Ральфа и Флориана «Kling Klang», а также ноты песни.
Это единственная песня эры до и во время Autobahn, которая создавалась без участия Конни Планка. Его вклад в звучание был очевиден при сравнении альбомной версии «Kometenmelodie 1» и «Kometenmelodie 2» с синглом демо-качества «Kohoutek-Kometenmelodie».
Сингл был выпущен лейблом Philips Records в формате 7" в Германии в декабре 1973 года. Существует неофициальное переиздание на компакт-диске 2008 года для лейбла Electro Planet.

## Список композиций
Вся музыка написана Ральф Хюттер и Флориан Шнайдер.
| №  | Название                                | Перевод                             | Длительность |
| -- | --------------------------------------- | ----------------------------------- | ------------ |
| 1. | «Kohoutek - Kometenmelodie (Version 1)» | Мелодия Кометы Когоутека (Версия 1) | 4:08         |

| №                   | Название                                | Перевод                             | Длительность |
| ------------------- | --------------------------------------- | ----------------------------------- | ------------ |
| 1.                  | «Kohoutek - Kometenmelodie (Version 2)» | Мелодия Кометы Когоутека (Версия 2) | 4:29         |
| Общая длительность: | Общая длительность:                     | Общая длительность:                 | 8:37         |

## Участники записи
- Ральф Хюттер — электроника, звукорежиссёр и продюсер
- Флориан Шнайдер — электроника, звукорежиссёр и продюсер